# Municipio de Richmond (condado de Ashtabula)
El municipio de Richmond (en inglés: Richmond Township) es un municipio ubicado en el condado de Ashtabula en el estado estadounidense de Ohio. En el año 2010 tenía una población de 938 habitantes y una densidad poblacional de 14,14 personas por km².

## Geografía
El municipio de Richmond se encuentra ubicado en las coordenadas 41°40′43″N 80°34′7″O / 41.67861, -80.56861. Según la Oficina del Censo de los Estados Unidos, el municipio tiene una superficie total de 66.31 km², de la cual 65,53 km² corresponden a tierra firme y (1,18 %) 0,78 km² es agua.

## Demografía
Según el censo de 2010, había 938 personas residiendo en el municipio de Richmond. La densidad de población era de 14,14 hab./km². De los 938 habitantes, el municipio de Richmond estaba compuesto por el 96,38 % blancos, el 1,71 % eran afroamericanos, el 0,85 % eran amerindios, el 0,21 % eran de otras razas y el 0,85 % eran de una mezcla de razas. Del total de la población el 1,28 % eran hispanos o latinos de cualquier raza.